# The Book Cooks
The Book Cooks – debiutancki album studyjny amerykańskiego saksofonisty jazzowego Bookera Ervina, wydany w 1961 roku z numerem katalogowym BCP 6048 nakładem Bethlehem Records.

## Powstanie
Materiał na płytę został zarejestrowany 6 kwietnia 1960 roku w Nowym Jorku. Utwory wykonali: Booker Ervin (saksofon tenorowy), Zoot Sims (saksofon tenorowy), Tommy Turrentine (trąbka), Tommy Flanagan (fortepian), George Tucker (kontrabas), Dannie Richmond (perkusja). Produkcją albumu zajął się Teddy Charles.

## Lista utworów
Opracowano na podstawie materiału źródłowego.
Wydanie LP
Strona A
| Nr | Tytuł utworu    | Muzyka       | Długość |
| -- | --------------- | ------------ | ------- |
| 1. | „The Blue Book” | Booker Ervin | 8:33    |
| 2. | „Git It”        | Ervin        | 6:55    |
| 3. | „Little Jane”   | Ervin        | 6:22    |
|    |                 |              | 21:50   |

Strona B
| Nr | Tytuł utworu     | Muzyka          | Długość |
| -- | ---------------- | --------------- | ------- |
| 1. | „The Book Cooks” | Teddy Charles   | 10:41   |
| 2. | „Largo”          | Ervin           | 6:14    |
| 3. | „Poor Butterfly” | Raymond Hubbell | 3:48    |
|    |                  |                 | 20:43   |

## Twórcy
Opracowano na podstawie materiału źródłowego.
Muzycy:
- Booker Ervin – saksofon tenorowy
- Zoot Sims – saksofon tenorowy
- Tommy Turrentine – trąbka
- Tommy Flanagan – fortepian
- George Tucker – kontrabas
- Dannie Richmond – perkusja

Produkcja:
- Teddy Charles – produkcja muzyczna
- Peter Ind – inżynieria dźwięku
- Ira Gitler – liner notes